# Estação Dostoievskaia (metro de São Petersburgo)
Dostoievskaia (em russo:  Достоевская) é uma das estações da linha Pravoberejnaia (Linha 4) do metro de São Petersburgo, na Rússia. A estação «Dostoievskaia» está localizada entre as estações «Spasskaia» (a oeste) e «Ligovskii Prospekt» (a leste).